# Åmot/Geithus
Åmot/Geithus är en tätort som till större delen ligger i Modums kommun i Buskerud fylke i sydöstra Norge. En mindre del av orten finns i angränsande Øvre Eikers kommun. Orten ligger vid riksväg 350, Bergenbanan (Randsfjordbanan) och Drammenselva, söder om tätorten Vikersund. Den omfattar bebyggelse i de båda sammanväxta orterna Åmot och Geithus.